# 喬治·丁寧

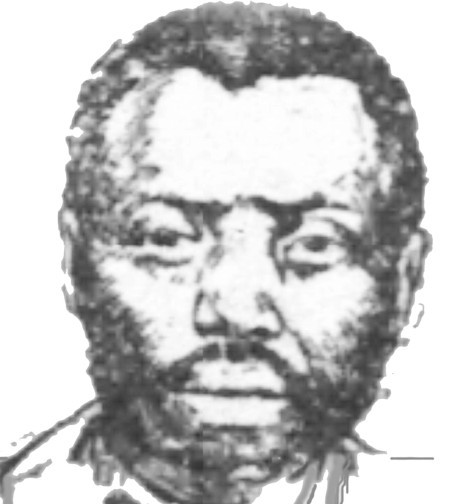
喬治·丁寧（1899年）

喬治·丁寧（英語：George Dinning，約1857年—1930年）是肯塔基州辛普森縣的一名美國自由民。 1897年，在一次抵禦武裝暴徒侵犯他家的自衛過程中，開槍殺死了一個富有白人地主的兒子。他因此被判定犯有過失殺人罪，但很快被肯塔基州長威廉·奧康奈爾·布拉德利赦免。隨後，丁寧就這一事件成功起訴三K黨成員。他的困境和案件受到了全國媒體的關注，公眾對他是否有罪以及一個黑人在法庭上起訴白人的事情產生了意見的分歧。

## 喬治·丁寧案

### 事件開端
喬治·丁寧在被解放後，他攢了一筆錢，並在肯塔基州的辛普森縣買了一個農場。1897年1月27日，一群由25名武裝白人組成的暴徒來到丁寧的農場，指控他偷竊豬和雞，並要求他在10天內離開該縣，丁寧否認自己是小偷，並表示縣里有幾個人可以為他的良好品行作擔保。丁寧的抵抗也激怒了暴徒們，於是他們開始向他的房子開火，還打傷了他的手臂和前额，於是丁寧從他的家中拿出一把槍，並且向暴徒開槍，打死了一個32歲男子，他是當地一個富有的地主的兒子朱迪·康恩（Jodie Conn），這也嚇跑了暴徒們。第二天丁寧就向當地官員自首，在他被關押的期間，暴徒們回到他的農場，把他的家人趕出房子，並把房子洗劫一空最後夷為平地 。

### 審判結果
辛普森縣的警長將丁寧轉移到了鮑林格林，為了防止他被私刑處死，再將他轉移到了路易斯維爾。州長布拉德利也派遣了一支州民兵小隊來保護他，防止他在被審判的過程中遭到攻擊。儘管此案涉及一個黑人殺死一個白人，但多數人都認為丁寧會以自衛為由被無罪釋放。然而，一個由12名白人組成的陪審團判定丁寧犯有過失殺人罪，並判處他七年苦役。隨即，肯塔基州州長威廉·奧康奈爾·布拉德利的辦公室湧現出大量請求他為丁寧案件出面干預的聲浪，這些請求有來自黑人也有白人（路易斯維爾市長乔治·托德），其中一些更是前邦聯成員。丁寧的律師奧古斯都·E·維爾森正式請求赦免，布拉德利在定罪10天后簽發了赦免令，並將這份决定保密到第二天，以便讓丁寧有時間搭上出城的火车。布拉德利認為，在當時的情況下，丁寧的行為是合理的，而沒有暴徒成員被指控更是一種恥辱。

### 獲釋後
丁寧獲釋後，他搬到了印第安納州的傑斐遜維爾，並大聲疾呼他所遭受的不公正待遇，甚至告訴當地一家報紙他打算對燒毀他房子的人提出損害賠償訴訟，這樣的談話讓許多白人無法忍受，1897年9月22日，丁寧被三個白人襲擊，他們挖出了他的右眼，並將他的頭打得血肉模糊。為了兌現他的承諾，他僱用了南北戰爭英雄班尼特·H·楊對在審判中自稱是暴徒的部分成員提起聯邦訴訟。1899年5月5日，審判在路易斯維爾舉行，一樣全由白人組成的陪審團判決丁寧將獲得50,000美元的賠償，然而因為被告的多是貧窮的農民，丁寧最終也只能得到這個數額的一小部分（約1,750美元）。 一個黑人在法庭上成功地戰勝了三K黨是件很新穎的事，當時一家報紙認為，"這個結果被認為是聳人聽聞的，但也表明在處理和懲罰南方如此多的無法無天的暴徒方面有了一個全新的方法。丁宁一家在離開肯塔基州後就再也没有回来，根據縣土地記錄顯示，丁寧的土地被折合到他們的白人鄰居名下，他們只需支付稅款就能擁有這些土地。此後，這塊土地被分割成更小的地塊，總價值估計接近25萬美元。

## 晚年生活
根據城市目錄顯示，丁寧似乎被當地一家煤炭供應商雇傭為工人和司機，最終於1930年去世；他的妻子莫莉（亦或是瑪麗）於1944年去世，兩人都被埋葬在傑斐遜維爾的東方公墓。

## 相關作品
2021年，作家本·蒙哥马利写了一本关于此案的书，书名为：A Shot in the Moonlight: How a Freed Slave and a Confederate Soldier Fought for Justice in the Jim Crow South。亦可譯作《月光下的一槍：一個獲得自由的奴隸和一個南方邦聯士兵如何在吉姆·克勞法下的南方為正義而戰》